# Hans-Rudolf Boehmer
Hans-Rudolf Boehmer (* 18. Mai 1938 in Berlin) ist ein Vizeadmiral a. D. der Deutschen Marine und war von 1995 bis 1998 Inspekteur der Marine.

## Leben
Boehmer legte das Abitur in Duisburg ab und fuhr zur See in der Handelsmarine. 1959 ging er zur Marine (Crew IV/59). Dort war er Ausbilder auf der Gorch Fock. Von Oktober 1971 bis September 1972 war er als Kapitänleutnant, ab Januar 1972 als Korvettenkapitän, Schiffsoperationsoffizier auf dem Zerstörer Rommel. Danach nahm er von Oktober 1972 bis September 1974 am 14. Admiralstabslehrgang an der Führungsakademie der Bundeswehr in Hamburg teil und war anschließend Stabsoffizier im Alliierten Kommando der Seestreitkräfte Ostseezugänge. Am 1. Januar 1975 wurde er zum Fregattenkapitän befördert.
Von April 1976 bis Dezember 1977 war Boehmer Erster Offizier der Rommel und wechselte danach als Referent (damalige Bezeichnung: Hilfsreferent) in das Bundesministerium der Verteidigung. Dort wurde er im Januar 1979 Adjutant des Generalinspekteurs. Von Juli 1981 bis September 1983, ab April 1983 als Kapitän zur See, war er Kommandant des Zerstörers Lütjens. Daran schloss sich eine Tätigkeit als Referatsleiter im NATO-Kommando Allied Forces Northern Europe an.
Von Oktober 1986 bis September 1988 war Boehmer Kommandeur des 1. Zerstörergeschwaders und anschließend bis Mai 1990 Kommandeur der Zerstörerflottille. In dieser Tätigkeit wurde er am 1. Oktober 1988 zum Flottillenadmiral befördert. Am 1. Mai 1990 wurde Boehmer als Konteradmiral Chef des Stabes Führungsstab der Marine und Stellvertreter des Inspekteurs der Marine. Im Anschluss wurde er 1993 Befehlshaber der Flotte und Vizeadmiral. Als Marine-Inspekteur ab 1. April 1995 führte er den 14. Juni als „Tag der Marine“ ein. 1996 sprach er sich dafür aus, mehr Frauen auf Schiffen der Bundesmarine einzusetzen. Er verwies dabei auf gute Erfahrungen in anderen Ländern der NATO. Mit Ablauf des September 1998 wurde er in den Ruhestand versetzt.
Boehmer ist seit 1995 Mitglied des Rotary-Clubs Kiel. Boehmer war von 2001 bis 2004 Erster Vorsitzender des Deutschen Hochseesportverbands HANSA.
Boehmer ist verheiratet und Vater von drei Kindern.